# Шлоссер, Иоганн Георг
Иоганн Георг Шло́ссер (нем. Johann Georg Schlosser; 9 декабря 1739, Франкфурт-на-Майне — 17 октября 1799, Франкфурт-на-Майне) — немецкий писатель, историк, переводчик, юрист, государственный деятель, друг детства Иоганна Вольфганга Гёте, женатый на его сестре Корнелии.

## Биография
Иоганн Георг Шлоссер родился 7 декабря 1739 года в семье юриста и члена городского совета Франкфурта Карла Эразма Шлоссера (1696—1773) и его жены Сюзанны Марии Шлоссер (урождённой Орт; 1703—1789), дочери из известной купеческой семьи. Его дедом по отцовской линии был протестантский священнослужитель Людвиг Генрих Шлоссер (1663—1723). У него был брат Иероним Петер (1735—1797), который, как и его отец, стал местным политиком. Окончил городскую школу во Франкфурте, уже с детства заинтересовавшись как классическими языками, так и современной ему немецкой литературой. В 1758—1760 годах изучал право в Йене, в 1760—1762 годах — в Альтдорфе. В 1762 году получил докторскую степень в юриспруденции и начал адвокатскую практику в родном городе. С 1766 года состоял личным секретарём герцога Фридриха Евгения Вюртембергского, в 1769 году вернулся к адвокатской практике, с 1773 года служил в качестве юриста (с 1774 года — судебного исполнителя) при баденском дворе.
11 ноября 1773 года женился на сестре Иоганна Вольфганга Гёте Корнелии (1750—1777), после смерти последней в 1777 году через год женился вновь на Иоганне Фальмер (1744—1821), подруге Иоганна Вольфганга фон Гёте и дочери торговца и советника Георга Кристофа Фальмера (1687—1759) от второго брака с Марией Старк (1701—1780). У Иоганны Фальмер была старшая сводная сестра Мария Фальмер (1713—1746) от первого брака её отца, Мария Фальмер была замужем за купцом и фабрикантом Иоганном Конрадом Якоби (1715—1788) и была матерью поэтов и философов Иоганна Георга Якоби (1740—1814) и Фридриха Генриха Якоби (1743—1819).
В 1782—1783 годах принадлежал к Обществу баварских иллюминатов, затем присоединился к масонам, в 1786 году став досточтимым мастером. В 1787 году был назначен тайным советником в Раштатте, в 1790 году возглавил тайный совет, но из-за разногласий с правительством в 1794 году был вынужден уйти в отставку. В последние годы жизни занимался переводами и исследованиями.
Много работал во франкфуртских Gelehrte Anzeigen, где печатал переводы из греческих классиков. Его труды: Seutyes oder der Monarch (1788); Kleine Schriften (1779—1794, 6 томов).

## Семья
Иоганн Георг Шлоссер был дважды, от двух браков у него было четверо детей.
Дети от первого брака:
- Мария Анна Луиза Шлоссер (1774—1811) — вышла замуж за прусского министерского чиновника Георга Генриха Людвига Николовиуса[нем.] (1767—1839) и от этого брака родилось восемь детей, в том числе правовед, преподаватель в университете и писатель Альфред Николовиус (1806—1890).
- Катарина Элизабет Юлия Шлоссер (1777—1793)

Дети от второго брака:
- Корнелия Генриетта Франциска Шлоссер (1781—1850) — в 1809 году вышла замуж за писателя Давида Хазенклевера (1778—1857)
- Георг Эдуард Шлоссер (род. 1784)